# لوون مناتساکانیان
لوون مناتساکانیان (Լեւոն Հենրիխի Մնացականյան؛ زادهٔ زادهٔ ۱۴ سپتامبر ۱۹۶۵) یک سیاستمدار، و نظامی اهل جمهوری آرتساخ است که از تاریخ ۱۵ ژوئن ۲۰۱۵ تا تاریخ ۱۴ دسامبر ۲۰۱۸ سمت وزارت دفاع جمهوری آرتساخ را برعهده داشت.

## زندگی‌نامه
در  ۱۴ سپتامبر ۱۹۶۵ در استپاناکرت به دنیا آمد وی همچنین برنده جوایزی همچون مدال مارشال باقرامیان شده‌است.